# 金子孝夫
金子 孝夫（かねこ たかお） は、日本の情報工学者。早稲田大学人間科学部教授。

## 人物・経歴
群馬大学工学部電子工学科卒業後、1979年群馬大学大学院工学研究科修士課程電子工学専攻修了、工学修士。同年日本電信電話公社電気通信研究所入所。2001年広島大学博士（工学）。NTT LSI研究所主幹研究員、NTTサイバースペース研究所主幹研究員、NTTサイバースペース研究所メディア処理プロジェクト音声符号化グループグループリーダなどを経て、2004年早稲田大学人間科学部教授。指導学生にひょっこりはんなど。

## 受賞
- 1996年 日本音響学会技術開発賞[1][2]
- 1996年 日本電信電話社長表彰 発明考案賞[1]
- 1997年 日経BP技術賞[1][2]
- 1999年 電気通信普及財団テレコムシステム技術賞[1][2]